# Jean-Pierre Le Boul'ch
Pour les articles homonymes, voir Boulc'h.
Jean-Pierre Le Boul'ch est un artiste peintre et graveur (pointe sèche, lithographie) français, né le 10 mars 1940 à Toulon. Il vécut rue Hélène dans le quartier des Batignolles du 17e arrondissement de Paris et est mort le 10 janvier 2001.

## Biographie

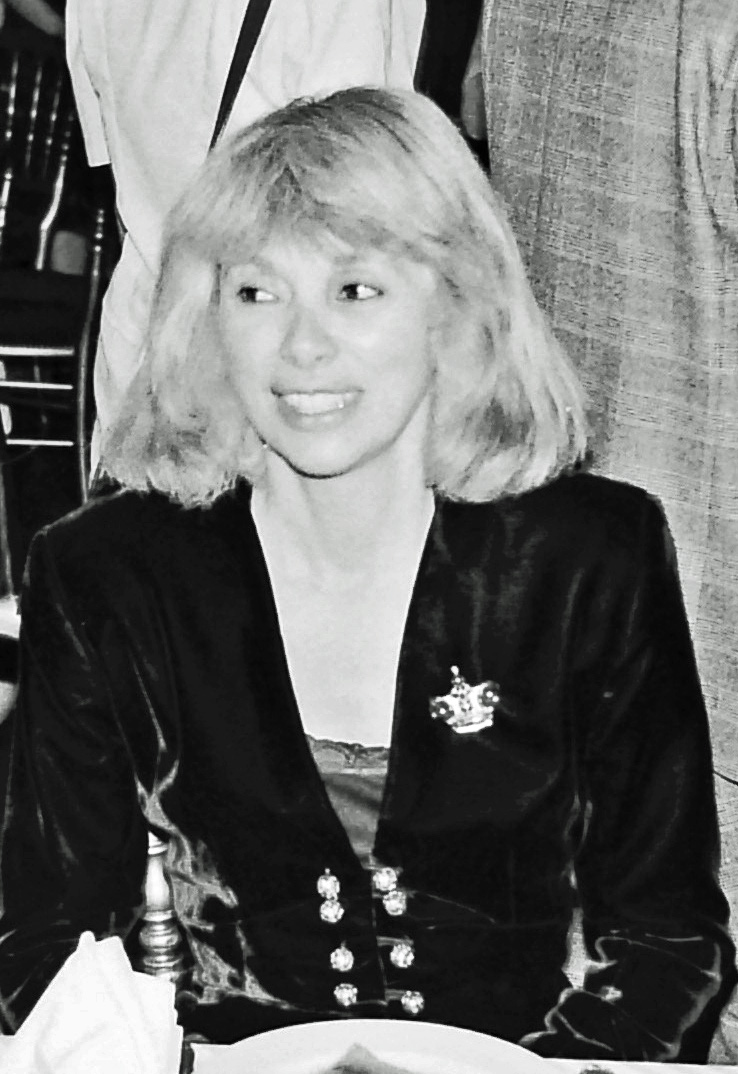
Mireille Darc

### Enfant de troupe, peintre surtout
En 1957, Jean-Pierre Le Boul'ch, fils de militaire de carrière, prend la fuite de l'École militaire d'Aix-en-Provence où il est en sa seconde année d'enfant de troupe, sa ferme volonté étant de devenir peintre. « Je suis arrivé à la peinture par des reproductions, par des photos de tableaux que je regardais quand j'étais aux enfants de troupes, se souviendra-t-il. Je lisais aussi les écrits sur les peintres, c'est pour un idéal de vie que j'ai voulu être peintre, préférant Van Gogh à De Lattre de Tassigny ». Après avoir fréquenté l'École des beaux-arts de Toulon et côtoyé des artistes varois comme Eugène Baboulène et Amédée Pianfetti dont la palette grasse et chargée influence sa première période, c'est en compagnie d'une jeune amie du nom de Mireille Aigroz - qui bientôt prendra le pseudonyme de Mireille Darc - qu'il quitte Toulon pour Paris où sa fonction de secrétaire et de coursier du critique d'art Pierre Guéguen va lui permettre de rencontrer de nombreux artistes, notamment André Lanskoy, Georges Mathieu, Édouard Pignon et Maria Helena Vieira da Silva.

### «La maladie du second degré»

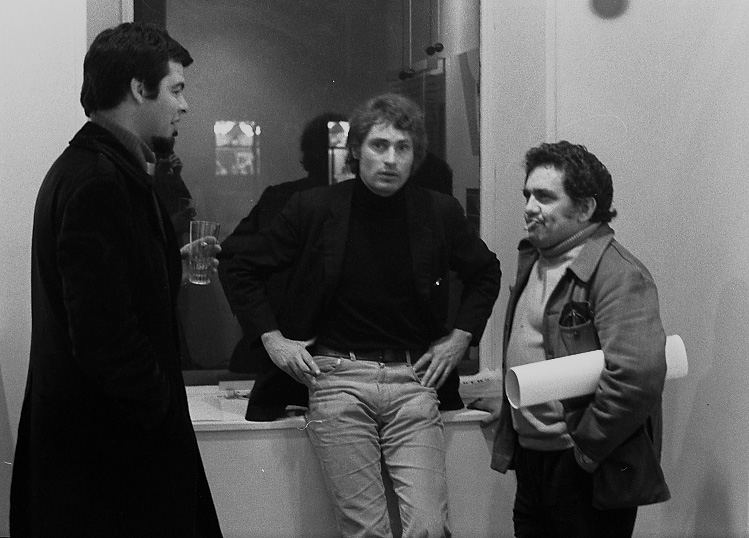
Jean-Pierre Le Boul'ch, Peter Klasen et Henri Cueco

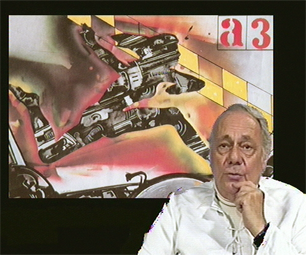
Gianni Bertini

De 1963 (date de sa première exposition à Paris) à 1969, « considérant que les images de la presse sont plus réelles que la réalité elle-même », sa démarche, qu'il nomme « la maladie du second degré » - parce que « ce que l'homme sait et voit ne provient plus d'une expérience directe, mais s'effectue par un ricochet des images » - et qu'il revendique comme contribution à un nouveau réalisme, consiste à renoncer à l'observation directe de la réalité quotidienne pour ne plus la considérer qu'au travers d'images produites par d'autres qui l'ont ainsi regardée et fixée avant lui. Son travail, qui va être introduit par Gérald Gassiot-Talabot, théoricien de la figuration narrative, dans toutes les expositions du mouvement - ses proches y seront Jacques Monory et Peter Klasen - est de la sorte axé essentiellement sur le collage de photographies récupérées dans les magazines et transposées sur toile, substituant au pinceau dans un premier temps (1967) la bombe aérosol, dans un second temps l'aérographe qui lui est offert par Peter Klasen et qui le conduit à ses pochoirs qu'il réalise dans des constructions de caches d'une très grande complexité : Femmes, faits divers et guerres sont ses sujets où, à l'instar de chez Gianni Bertini, les corps se mêlent aux machines.

### Chorus

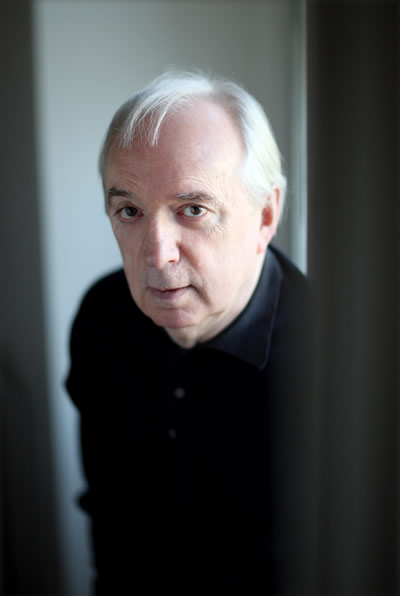
Franck Venaille

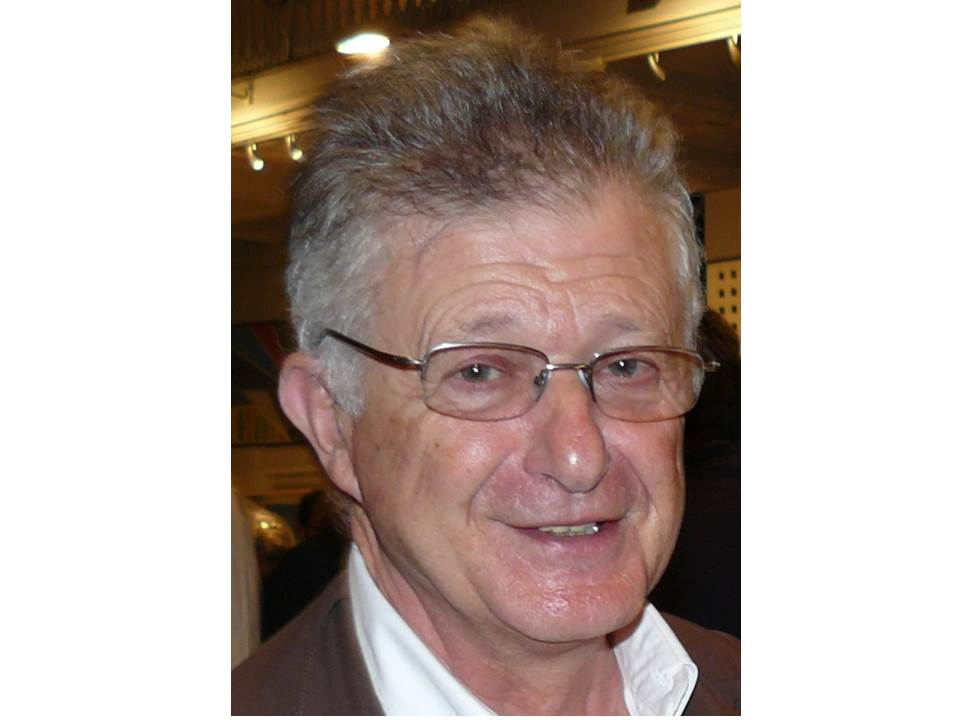
Daniel Biga

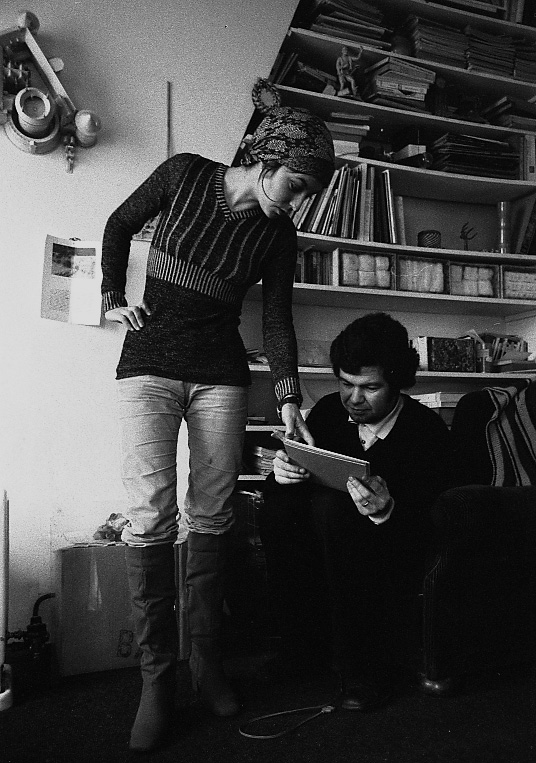
Jean-Pierre Le Boul'ch et Annette Messager

C'est précisément dans le cadre de cette démarche qu'en 1968 - époque où il fréquente également Michel Moskovtchenko et Ivan Theimer, deux artistes qui seront situés dans la Nouvelle subjectivité - il est, avec Pierre Tilman, Franck Venaille, Daniel Biga et Claude Delmas, cofondateur de la revue Chorus. « C'est probablement le désir de théoriser sur du concret qui est à l'origine de la revue » restitue à ce propos l'un d'eux, Franck Venaille : « Il s'agissait donc de répertorier les signaux, le plus souvent visuels, que le monde émettait avant qu'ils ne soient repris par et dans l'écriture. Nous tentions donc d'exprimer ce va-et-vient entre l'art et la vie, vie fuyante, vie rapide, vie représentée au second degré plutôt. Notre réussite fut de révéler des créateurs marqués par le pop art et qui étaient en train de créer la figuration narrative : Peter Klasen, Jean-Pierre Raynaud, Jacques Monory, Gérard Fromanger notamment, bientôt accompagnés par des artistes alors inclassables, proches de l'écrit et des mouvances de la mémoire : Christian Boltanski, Jean Le Gac, Ben, Sarkis, Annette Messager. Le collage, dont Jean-Pierre Le Boul'ch fut à Chorus le plus fervent des adeptes, servit de dénominateur commun ».

### Photographe-cinéaste-peintre
Avec la série qu'en 1972 il intitule La guerre de 14-72, amalgamant des images de la guerre du Viêt Nam à celles de la Première Guerre mondiale, Jean-Pierre Le Boul'ch met un terme à son utilisation d'images de presse pour recourir dorénavant à ses propres photos et aux réalisations de films. Se succèdent alors la série des Annie - le prénom de son premier modèle, rencontrée dans un bar, qu'« une longue série d'œuvres montre perdue derrière les grillages » - et des Ateliers ludiques où lui-même et son modèle apparaissent nus dans l'atelier de l'artiste : C'est ainsi en 1973 qu'il se met en scène avec la jeune comédienne Aurore Clément dans son court métrage Instant dont les images, décompositions seconde par seconde du film, formeront une suite de tableaux intitulés de même Instant et répertoriés chronologiquement en secondes. En 1976-1977, un second film Toujours demain, toujours ailleurs, et une suite de toiles Thierry sont des interrogations sur les troubles de l’adolescence puis, en 1978, Aurore Clément réapparaît dans la suite des quatre grandes toiles titrées Aurore que Jean-Jacques Lévêque, commissaire de la représentation française, choisit d'accrocher au Giardini dans le cadre de la Biennale de Venise. Dans la même veine que ces nus dans l’atelier suit en 1981 sa série des Rêves de Boticelli, dite également Mémoire internée, représentant des femmes égarées dans des treillages ou vêtus des caches très colorés qu'il utilisait pour ses pochoirs, qu'il conservait et qu'ainsi recyclés son œuvre se réapproprie.

### Les vingt années souffrantes
Alors que Jean-Pierre Le Boul'ch est promis jusqu'au début des années 1980 à un positionnement au sommet d'une célébrité annoncée, la maladie qui se déclare, et qui ne sera jamais exactement diagnostiquée, le contraint à se consacrer exclusivement aux collages avec deux séries d'œuvres dont les datations (comme « 1992-1997 ») énoncent qu'il revient sur elles des années durant avec des signes et traces de peinture, avec des ajouts de ses dessins qu'il a puisés dans ses anciens carnets. Ainsi, ces deux suites de tableaux titrées « Manipulations et Entrées en matière sont des collages sur toiles où s'accumulent un grand nombre de pages de magazine dont il détruit l'encre avec du trichloréthylène, provoquant des effacements tout à fait singuliers, des sortes de palimpsestes inédits. Dans les Manipulations, on devine des sortes de personnages, tels des spectres qu'il nommera ses juges. Ils peuvent être attablés, avoir l'air sentencieux. On devine que l'artiste est hanté par sa fin ». De fait, par ses effets de drogue et de poison (son usage sera plus tard interdit pour les particuliers dans l'Union européenne), le trichloréthylène, détruisant l'image, détruit de même l'artiste et l'emporte dans les premiers jours de l'année 2001.
Jean-Pierre Le Boul'ch fut très proche des artistes de la Nouvelle figuration, ayant notamment recours à la photographie comme outil de travail au cœur de la peinture. Parce que selon lui « le monde existe plus à travers ses représentations qu'à travers sa réalité », travaillant, selon ses propres formules, sur le « déjà travaillé » et sur une « vision indirecte du monde », il développa l’œuvre d'un artiste qui, au-delà des techniques des médias et ainsi que lui-même le rappelait, était avant tout un peintre : « toute ma vie s'est organisée autour de la peinture et de mon désir du risque de peindre, peindre comme le fait un nuage, juste après l'orage entre terre et ciel, à l'apogée de l'arc-en-ciel ».

## Œuvre (sélection)

### Peintures
- Troisième Seconde bleue, 1973-1976, acrylique sur toile, 162 × 150 cm, musée d'art de Toulon.
- Pourquoi t'effaces-tu de ma mémoire, série « Mémoires internées », 1984, acrylique sur toile, 130 × 162 cm, musée d'art de Toulon.

### Contributions bibliophiliques

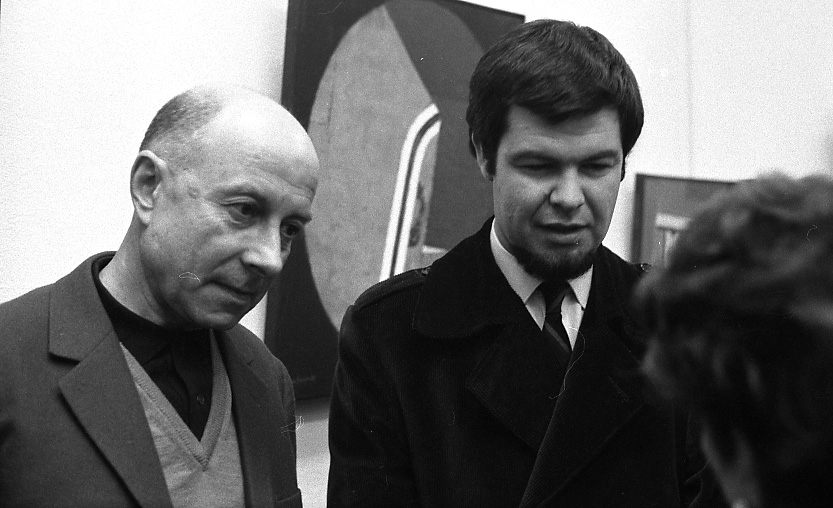
Jean-Pierre Le Boul'ch et Max Papart

- Pierre Tilman, Espace étranglé, eaux-fortes de Max Papart et pointes sèches de Jean-Pierre Le Boul'ch, cent exemplaires numérotés, Compagnie parisienne d'impression et d'édition, 1967.
- Pierre Tilman, La flûte de Marcus, un collage original de Jean-Pierre Le Boul'ch, quinze exemplaires numérotés, collection « Coïncidence », éditions Guy Chambelland, Paris, 1968.
- Pierre Tilman, Maurn, portfolio, éditions Chorus, 1969.
- Yann Pavie, L'emploi de la peinture, suite de sept sérigraphies par Christian Babou, Béatrice Casadesus, Henri Cueco, Gérard Fromanger, Jean-Pierre Le Boul'ch (Fille au grillage), Ivan Messac et Joan Rabascall, Les artistes, 1975.
- Jacques-Pierre Amée, Hébuternes, illustrations de Jean-Pierre Le Boul'ch, éditions Librairie Saint-Germain-des-Près, Paris, 1975.
- Françoise Thieck, La Capture imaginaire, poème en prose, cinq cents exemplaires dont quarante tirés à part sur vergé de Hollande et ornés d'une lithographie originale numérotée et signée de Jean-Pierre Le Boul'ch, éditions Librairie Saint-Germain-des-Prés, Paris, 1976.
- Pierre della Faille, Cobalt John, illustrations de Jean-Pierre Le Boul'ch, éditions Le Cormier, Bruxelles, 1977.
- Louis Pons et Jean-Pierre Le Boul'ch, Coup de plume, éditions Akenaton, Ajaccio, 1989. Poème liminaire de Philippe Castellin.
- Alin Avila, Céleste, illustrations de Jean-Pierre Le Boul'ch, éditions Area, Paris, 1991.
- Pierre Tilman, La Rivière du retour, illustrations de Jean-Pierre Le Boul'ch, trois cents exemplaires numérotés et signés, éditions Alain Paccoud, 1992.
- Daniel Herrero, L’Œuf de cuir et le petit arbre, illustrations de Jean-Pierre Le Boul'ch, éditions Area, Paris, 1995.
- Marcel Migozzi, On aura vécu, illustrations de Jean-Pierre Le Boul'ch, éditions Tello Martius, 1995.
- Delphine Gusto, Parfois le soir en secret, illustrations de Jean-Pierre Le Boul'ch, éditions Area, Paris, 1998.

### Textes de l’artiste
- Journal, in Jean-Pierre Le Boul’ch, éditions Pernod Mécénat, 1990.
- Lettre à mes amis collectionneurs auxquels je n’écris jamais, Area, Alin Avila éditeur, 1995.
- Petites conversations à usage assuré à 100%, illustrations de Danièle Gribat, éditions Area, 1997.

## Expositions

### Expositions personnelles
- Galerie des Jeunes, Paris, 1963.

Maison des arts et de la culture de Créteil, 1987

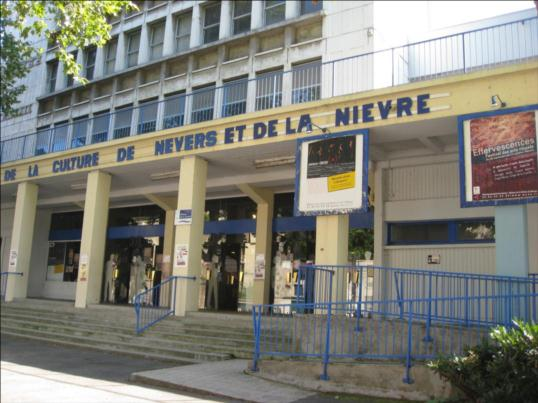
Maison de la Culture de Nevers, 1988

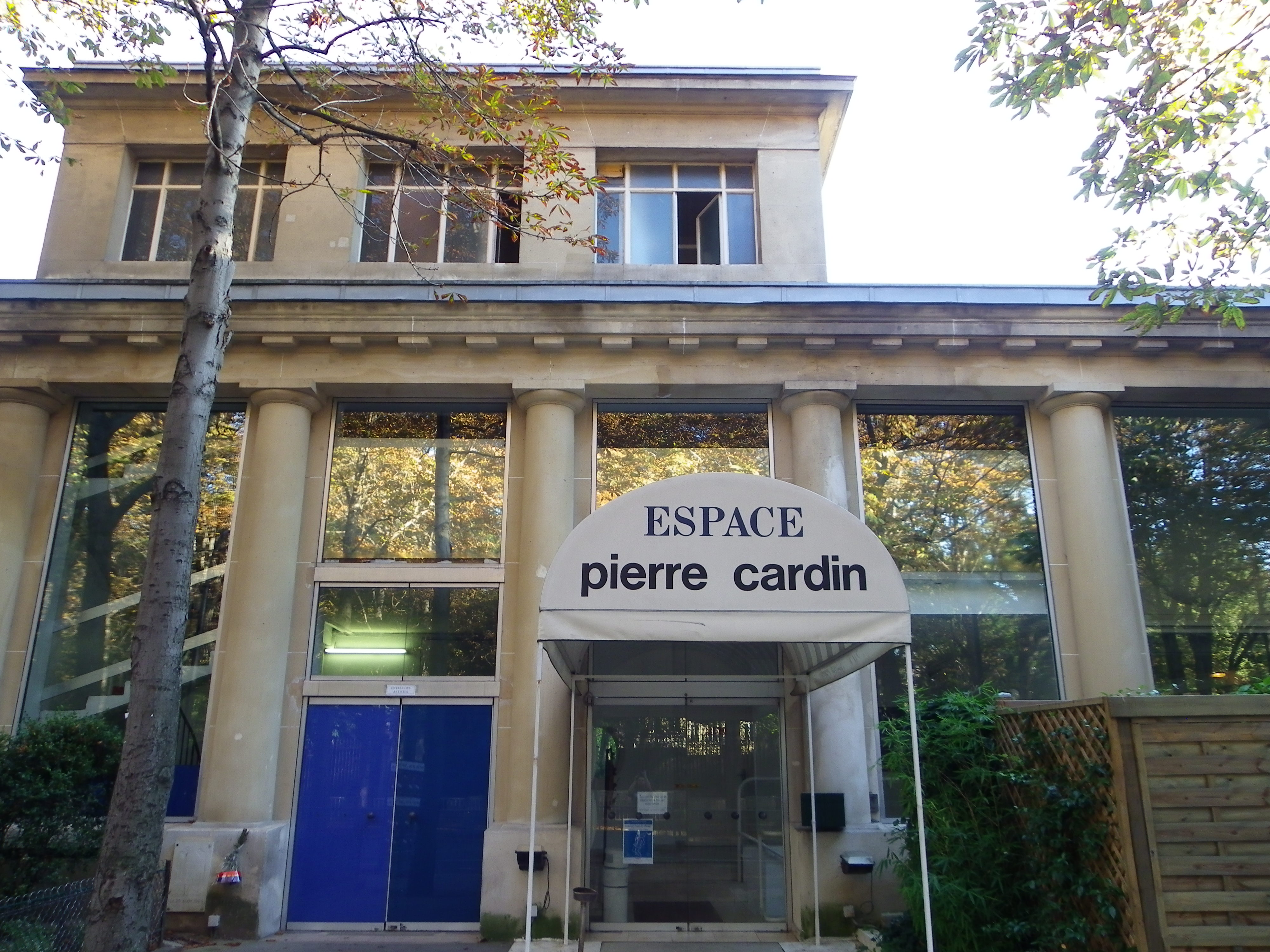
Espace Cardin, Paris, 1991

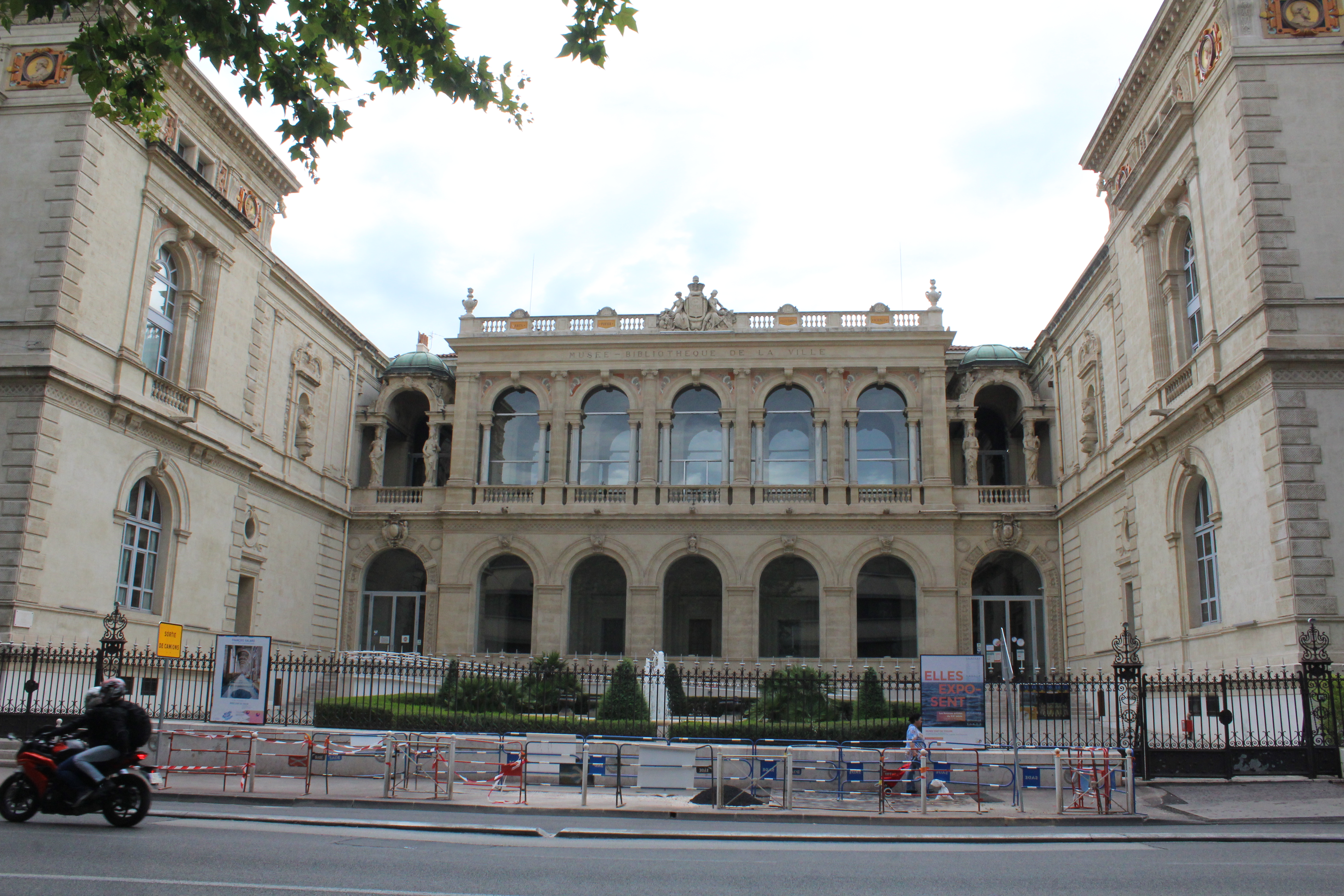
Musée d'art de Toulon, 1993

- Musée d'art de Toulon, 1963, 1972.
- Galerie Le Lutrin, Lyon, 1967.
- Galerie Jacqueline Dumay, Paris, 1968.
- Université de Louvain, Bruxelles,1968.
- Galerie Pops-Gaibrois, Montmaur (Aude), 1969.
- Galerie Le Point, Paris, 1970.
- Jean-Pierre Le Boul'ch - La guerre de 14-72, A.R.C.A., Toulon, 1972.
- Galerie Hubert Garnier, Marseille, 1972.
- Galerie Georges Visat, Paris, 1972, 1973.
- La Boulangerie, Poët-Laval, 1973.
- Galerie du Luxembourg, Paris, février 1974 Catalogue : préface de Yann Pavie[9].
- Jean-Pierre Le Boul'ch - Emploi du temps, maison de la culture de Chalon-sur-Saône, septembre-octobre 1975.
- Jean-Pierre Le Boul'ch - Toujours demain, toujours ailleurs, galerie Krief-Raymond, Paris, mai-juin 1977.
- Fragments de seconde 1973-1977, galerie Larcos, Paris, 1977.
- Galerie Protée, Toulouse, 1978.
- Jean-Pierre Le Boul'ch - L'Apache de garde, galerie Krief-Raymond, Paris, 1978.
- Café des images, Hérouville-Saint-Clair, 1979.
- Galerie Alinéa, Toulon, 1979.
- Musée municipal de Vence, 1980.
- Galerie de l'Ancienne Poste, Calais, 1981.
- Jean-Pierre Le Boul'ch - Lisières de miroir, Galerie Protée, Toulouse, 1982.
- Centre national des arts plastiques - Fondation Rothschild, Paris, 1983.
- Centre d'action culturelle, Mâcon, 1983.
- Jean-Pierre Le Boul'ch - Corps à corps, Galerie Protée, Paris, 1985.
- Jean-Pierre Le Boul'ch - Parcours (rétrospective), maison des arts et de la culture de Créteil (Alin Avila, commissaire d'exposition), octobre-décembre 1987 et maison des jeunes et de la culture de Bastia, 1988.
- Jean-Pierre Le Boul'ch - Collages, galerie Pierre Lescot, Paris, 1988.
- Galerie Artco, Ajaccio, 1988.
- Centre culturel de Bonlieu, Annecy, 1989.
- Galerie du Centre, Paris, 1990 (Fouiller la figuration), 1992 (Œuvres récentes).
- Galerie Agora, Marseille, 1991.
- Jean Pierre Le Boul'ch - Œuvres, 1963-1981, espace Cardin, Paris, 1991.
- Galerie Area, Paris, 1992.
- Galerie Nicole Busk, Strasbourg, 1992.
- Galerie Area, Paris, 1992 (Collages), 1993 (Manipulations), 1993 (Jean-Pierre Le Boul'ch et les années « Chorus », 1968-1972), 1997 (Œuvres, 1991-1995).
- Jean-Pierre Le Boul'ch - Rétrospective, tour des archives, Ambronay, 1993.
- Jean-Pierre Le Boul'ch - Manipulations, maison de Comoni, Le Revest, 1993.
- Jean-Pierre Le Boul'ch - Éloge de la peinture, musée d'art de Toulon, 1993.
- Jean-Pierre Le Boul'ch - Entrée en matière, Institut franco-portugais de Lisbonne, 1994.
- Jean-Pierre Le Boul'ch - Rétrospective, musée d'art de Toulon et villa Tamaris, La Seyne-sur-Mer, 2005-2006.
- Galerie Guyenne Art Gascogne, Bordeaux, Jean-Pierre Le Boul'ch - Être peintre, justement, mars-avril 2018[2],[8].

### Expositions collectives
- Biennale de Paris, 1963, 1965.

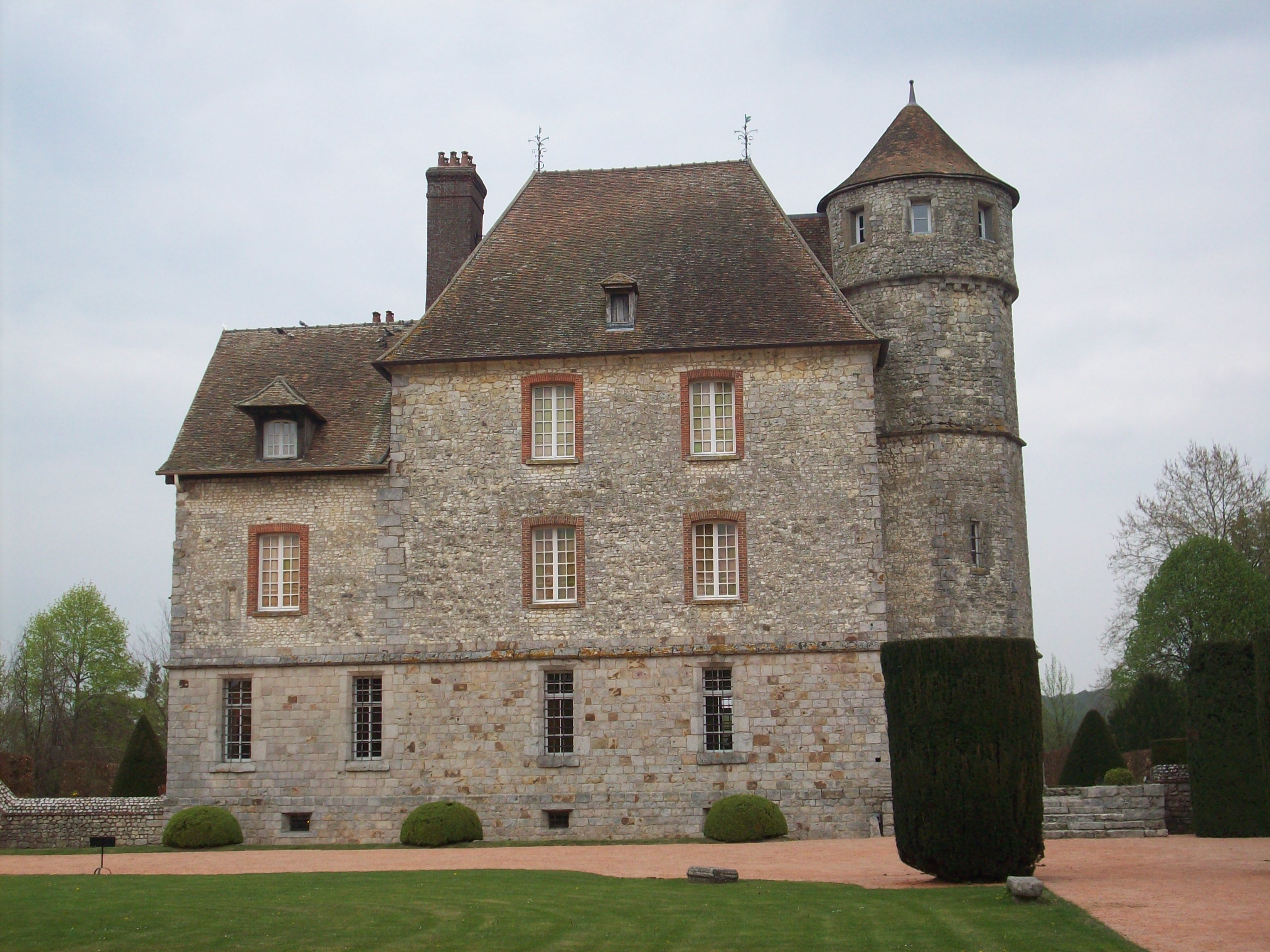
Château de Vascœuil, 1975

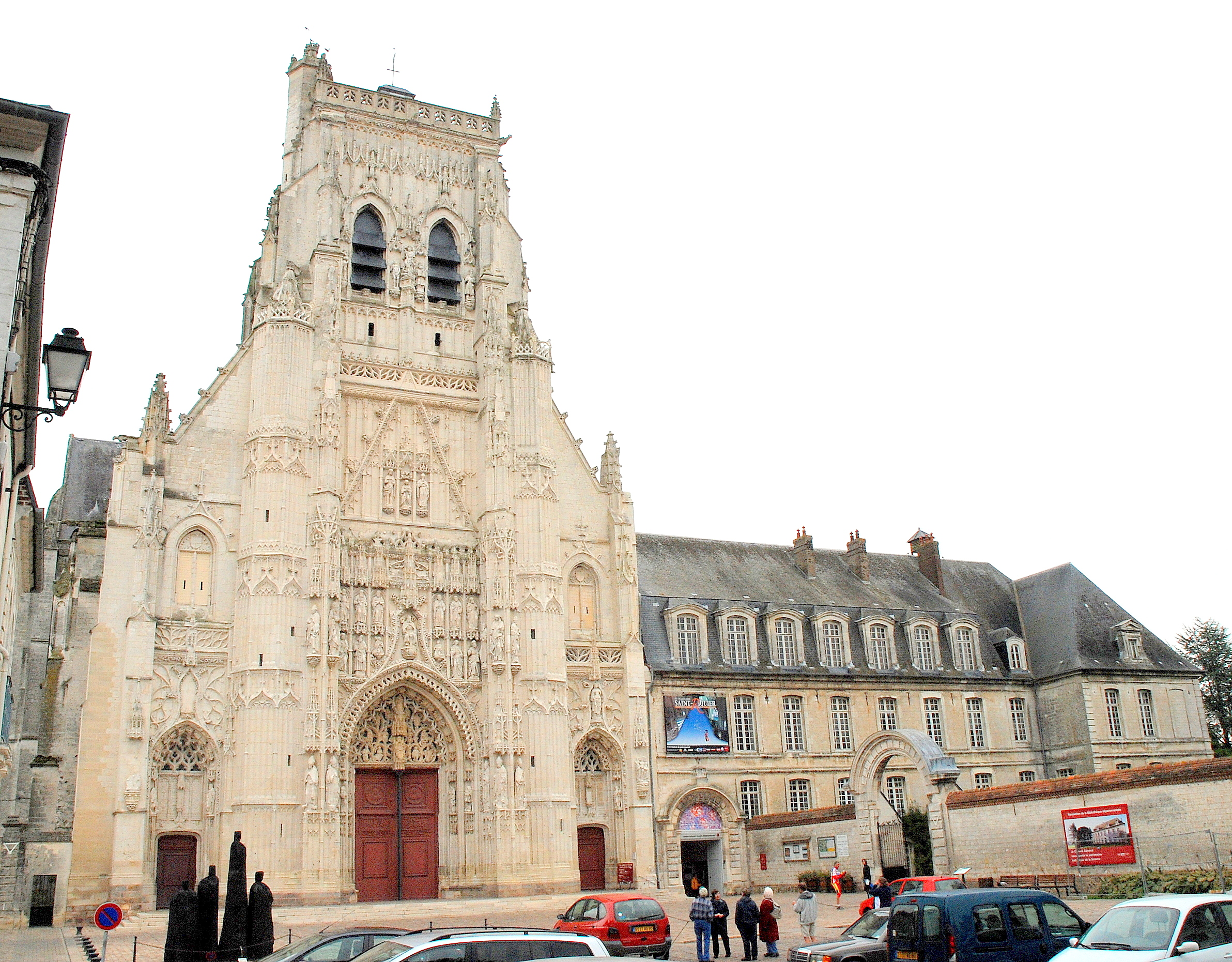
Abbaye de Saint-Riquier, 2006

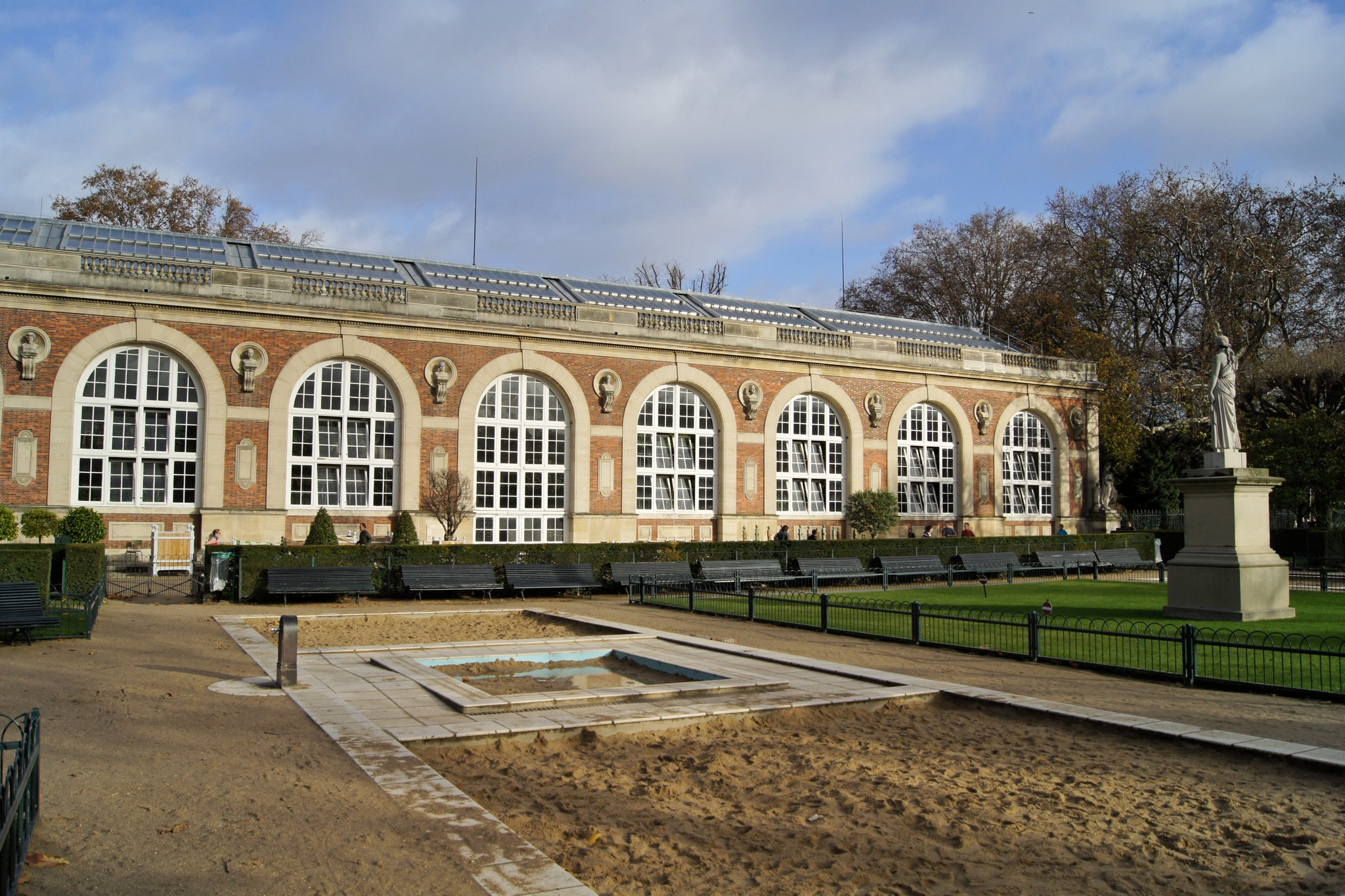
Orangerie du Luxembourg, Paris, 2006

- Galerie A. Julliard, Versailles, 1966, 1967.
- Festival d'art moderne de Chateauvallon, 1967.
- Fondation Hébert d'Uckermann, La Tronche, 1967.
- Salon Grands et jeunes d'aujourd'hui, Paris, 1970, 1971.
- Réalisme 73, galerie Liliane François, Paris, 1973.
- Regard 74, Galerie La Pochade, Paris, 1974.
- Hyperréalisme américain / Réalisme européen, château de Vascœuil, 1975.
- Huit peintres de la réalité, Galerie Protée, Toulouse, 1975.
- Foire internationale d'art contemporain, Paris, 1975 (stand galerie Larcos) ; 1985 (stand galerie Protée).
- L'emploi de la peinture - Christian Babou, Béatrice Casadesus, Henri Cueco, Gérard Fromanger, Jean-Pierre Le Boul'ch, Ivan Messac et Joan Rabascall, exposition itinérante conçue et organisée par Jacques SOULILLIOU et Yann PAVIE: Sarlat, Aurillac, Tarbes, Bordeaux, Talence, Angers, Amiens, Chartres (musée des beaux-arts), Grenoble (maison de la culture), Paris (Galerie du Luxembourg), 1975. Catalogue : textes de Yann Pavie.
- Christian Babou, Jean-Pierre Le Boul'ch, Ivan Messac, Alain Tirouflet, Galerie du Luxembourg, Paris, décembre 1975 - février 1976.
- Mythologies quotidiennes 2, musée d'art moderne de la ville de Paris, 1977.
- Biennale de Venise, 1978, série Aurore (quatre Portraits d'Aurore Clément, chacun 200x200cm).
- Images du plein air aujourd'hui - Henri Cueco, Jean-Claude Latil, Jean-Pierre Le Boul'ch, Michel Parré, Gérard Schlosser, galerie municipale Édouard-Manet, Gennevilliers, mars-1979.
- Tendances de l'art en France 2, 1968-1978, Musée d'art moderne de la ville de Paris, octobre-décembre 1979[10].
- Atelier d'aujourd'hui - Accrochage IV, musée national d'Art moderne, Paris, 1980.
- Les collections permanentes, musée d'art moderne de la ville de Paris, 1980.
- Christian Corre, Jean-Louis Faure, Jean-Pierre Le Boul'ch, Alain Tirouflet, Fondation nationale des arts plastiques et graphiques, Paris, janvier-février 1983.
- Une journée à la campagne, pavillon des arts, Paris, 1983.
- Philippe Charpentier - Jean-Pierre Le Boul'ch, Maison de la culture de Nevers, 1988.
- Remp'Arts, galerie municipale d'art contemporain, Toulon, 1992.
- L'éloge du corps - Laurent Betremieux, Colette Deblé, Patrick Lanneau, Jean-Pierre Le Boul'ch, Zwy Milshtein, Ernest Pignon-Ernest, Serge Plagnol, Marie Rauzy, Vladimir Veličković, hôtel de Clavier, Brignoles, 1993.
- Le corps dans tous ses états, espace Belleville, Paris, novembre 1996[11].
- Paysages en bataille, musée départemental de l'abbaye de Saint-Riquier, juin-septembre 2006[12].
- Art Sénat, Ladislas Kijno et Jean-Pierre Le Boul'ch invités d'honneur, orangerie du Luxembourg, Paris, 2006.
- L'amour de l'art - Art contemporain et collections privées du Sud Ouest, musée des Beaux-Arts et église des Jacobins, Agen, juin-octobre 2007[13].
- La résistance des images - Redécouverte de la figuration narrative, la Patinoire royale, Bruxelles, mai-juillet 2015[14].
- CorpssproC - Œuvres de la collection Cynorrhodon-FALDAC, Fondation Christian et Yvonne Zervos, Vézelay, juin-août 2015[15].
- Visage et silhouette dans les collections du musée d'Art de Toulon - Colette Chauvin, Jean-Pierre Le Boul'ch, Laurent Brétemieux, Serge Plagnol, Patrick Lanneau, Zwy Milshtein, batterie du cap Nègre, Six-Fours-les-Plages, avril-septembre 2016[16],[17].

## Citations

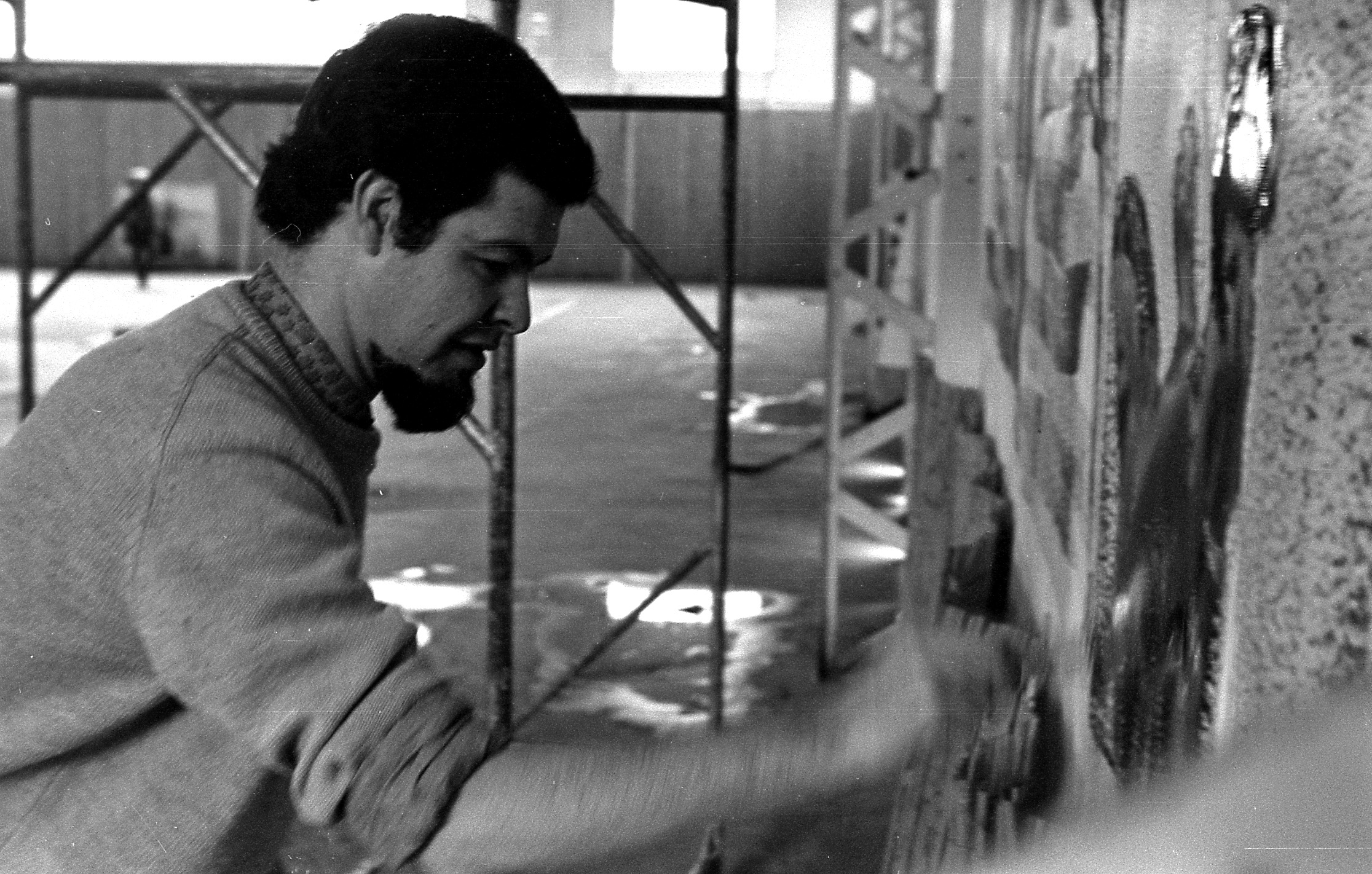
Jean-Pierre Le Boul'ch

### Dits de Jean-Pierre Le Boul'ch
- « Je vois ce qu'est l'Art. C'est un insecte qui se glisse petit à petit dans le cœur de l'homme. C'est un insecte bienfaisant qui essaie de s'associer à la vie courante mais qui, parfois, dit trop de choses blessantes et on essaie parfois de l'écraser. Mais il n'a pas de dard et il est invisible car c'est la création de Dieu lui-même. Tout est art pour un artiste mais il doit savoir dire vrai, dire ce qu'il pense car il ne doit pas avoir peur de ce qu'il fera, c'est une marque de sincérité et non d'orgueil. » - Jean-Pierre Le Boul'ch[3]

### Réception critique
- « Le Boul'ch livre des images qui, si elles concernent sa propre histoire, sont brouillées par une technique où interviennent de multiples pochoirs découpés en fonction de la projection photographique. Le vision a du mal à faire le point sur ce qui lui est montré : la peinture masque ici autant qu'elle révèle. » - Gérard Durozoi[18]
- « Ses images autobiographiques nourrissent sa réflexion plastique entre pop art et figuration narrative. Elles témoignent d'une démarche très personnelle sur les images de notre quotidien. Une manipulation du réel à partir de photographies découpées, de séquences fragmentées et retranscrites comme des pochoirs à l'aérographe sur la toile. » - Gérald Schurr[19]
- « Son approche du réel se fait par la photographie qu'il découpe dans les journaux ou qu'il fait lui même et qu'il peint ensuite à l'aide d'un aérographe et d'un système très complexe de caches. Pourtant, sa peinture du réel n'est pas servile et c'est plus à une réflexion sur l'image que Le Boul'ch nous convie... Partant d'une photographie, il peint des événements qui, formant image, deviennent mentaux : l'image est à la fois incrustée dans le réel et ancrée dans la fiction, s'imposant à l'œil comme un souvenir, une persistance de la mémoire, un effacement. Les sujets de ses peintures tendent à devenir autobiographiques. » - Dictionnaire Bénézit[20]

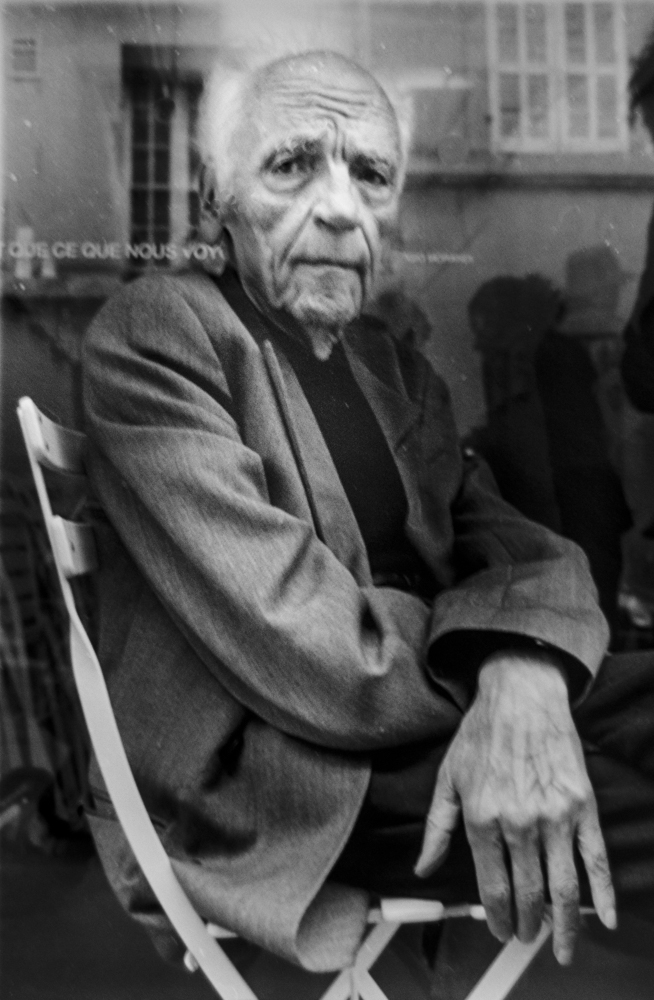
Alain Jouffroy

- « Jean-Pierre Le Boul'ch multiplie les lieux et les figures pour traduire la multiplication et la discordance des différents temps de la perception visuelle. Chez lui, les corps mènent plusieurs vies simultanées, dans l'espace et dans le temps. La vision, prisonnière de ses propres contraintes, est tenue à distance par des treillis ou par des camouflages qui la parasitent tout en l'exacerbant. Dans Annie, il nous livre une image ambiguë d'un corps répliqué dont on ne sait si l'emprisonnement derrière un grillage, très présent, est subi ou consenti. » - Louis Doucet[15]
- « Jean-Pierre Le Boul'ch a inventé une nouvelle manière de peindre qui correspond exactement à sa manière personnelle de voir et d'exercer son pouvoir de vision sur les choses. Il a donc obéi au principe défini par Henry Miller dans Sexus : "Notre première acquisition doit être le pouvoir de vision... Nous sommes à la fois exclus et sollicités, je dirai même provoqués par la matérialité même de ses tableaux. L'émotion, la bizarre émotion qui en résulte, contredit la froideur presque chirurgicale de l'opération. Devant un tableau de Le Boul'ch, nous sommes remis en face de ces enfants entraperçus à travers les clôtures de notre enfance, nous reconnaissons dans leurs lumières et dans leurs ombres tout ce qui nous échappait, tout ce qui nous fuyait quand nous tentions de rejoindre à travers eux un amour interdit. » - Alain Jouffroy[3]

## Collections publiques

### France
- Département des estampes et de la photographie de la Bibliothèque nationale de France, Paris;
- Musée d'Art moderne de la ville de Paris, Dimanche après-midi - Le temps mort du sexe, acrylique pulvérisée à l'aérographe sur toile, 162x130cm, 1974.
- Ministère de la Culture, Paris[7]
- Fonds national d'art contemporain, Puteaux :
  - Barbelés n°2, acrylique, aérographe et pochoir sur toile 130x162cm, 1970 (en dépôt au Musée des Beaux-Arts de Rennes)[21].
  - Ferme la porte quand tu rentres, huile et collage sur toile 340x970cm, vers 1983[22].
- Fonds régional d'art contemporain de Champagne-Ardenne, Reims, ''Nu dans l'atelier, deux acryliques sur toiles 97x146cm, 1980-1981[23],[24].
- Musée d'art de Toulon, environ cinquante œuvres, donation Alin Avila, 1993.

### États-Unis

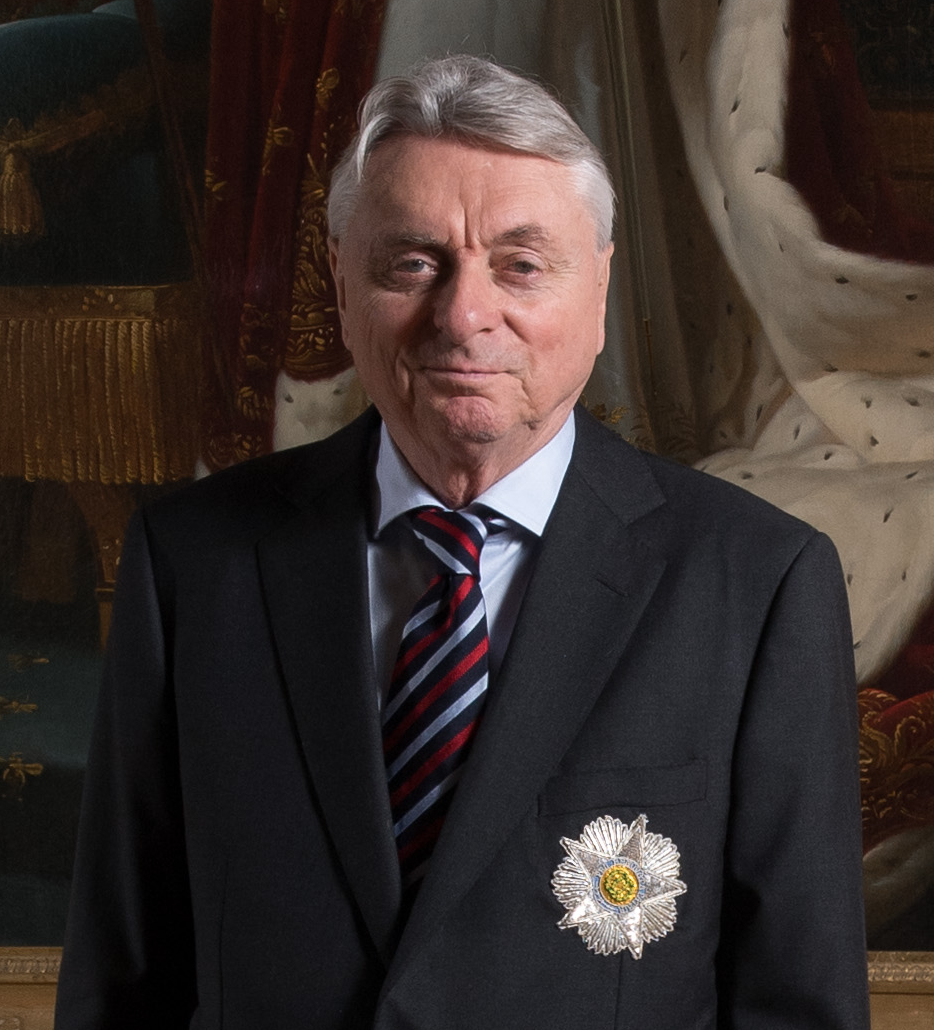
Prince Joachim Murat

- Musée d'art de l'université de l'Indiana, Bloomington, L'espace étranglé, pointes sèches de Jean-Pierre Le Boul'ch.

## Collections privées
- Fondation B.N.P. Paribas, Paris et New-York.
- Association Cynorrhodon-FALDAC, Paris, Annie, toile[15].
- Prince Joachim Murat.
- Docteur Jean Poucet, historien et critique d'art, Jouy-en-Josas.

### Bibliographie

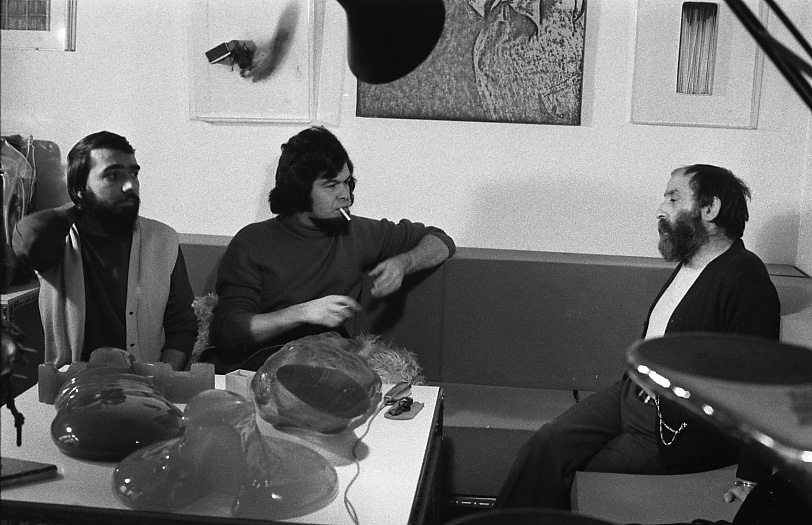
Pierre Tilman, Jean-Pierre Le Boul'ch, César

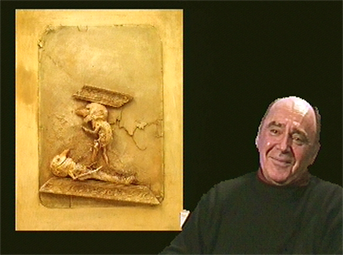
Louis Pons

### Radiophonie
- Jean-François Bory, entretien avec Jean-Pierre Le Boul'ch, INA Premium (Institut national de l'audiovisuel), 24 janvier 1977 (accès en ligne).